# Euxoa quadridentata
Euxoa quadridentata là một loài bướm đêm trong họ Noctuidae.